# 深谷良治
深谷 良治（ふかや りょうじ）は、日本の研究者、実業家。滋賀大学データサイエンス・AIイノベーション研究推進センター教授・センター長。研究分野は情報通信 / 統計科学。専門はデータサイエンスの社会実装、戦略的意思決定、プロジェクト管理、デジタルビジネスなど。NTTグループに長年勤務し、NTTデータ アジア太平洋統括会社の社長・会長を歴任した。2022年より滋賀大学に着任し、データ活用やデジタル変革（DX）の研究・教育に取り組んでいる。

## 略歴
- 1984年 - 東京大学経済学部卒業（統計学専攻）
- 1989年 - スタンフォード大学工学部大学院修了（修士：Engineering-Economic Systems）
- 1984年 - 日本電信電話公社（現・NTT）入社
- 1984年 - 2022年 - NTTインターナショナル、NTTコミュニケーションズ、NTTレゾナント、NTTデータなどに勤務
- 1990年 - NTTインターナショナル(米国)
- 2000年 - NTTオーストラリア
- 2011年 - 2019年 - NTTデータ アジア太平洋統括会社 社長・会長を務める
- 2019年 - 2022年 - 海外通信・放送コンサルティング協力（JTEC）チーフ・デジタル・アドバイザー
- 2022年 - 現在 - 滋賀大学 データサイエンス・AIイノベーション研究推進センター教授・センター長に就任

## 経歴
1984年に東京大学経済学部 (指導教員は竹内啓教授、統計学を専攻) を卒業し、その後、日本電信電話公社（現・NTT）に入社し、通信・情報分野の戦略策定や新規事業開発に従事した。1989年にはスタンフォード大学工学部大学院を修了し、修士（工学）を取得。
多くの海外駐在を経験し、グローバルなITプロジェクトに数多く従事。国内では、先端技術を活用した新サービスや新規事業の開発に携わる。NTT在籍中に、NTTインターナショナル、NTTコミュニケーションズ、NTTレゾナント、NTTデータなどのグループ会社に勤務し、データ活用やデジタルビジネスの推進に携わった。多くの国際プロジェクトを手掛け、特にアジア市場におけるデジタル変革（DX）推進に寄与した。NTTデータのアジア事業の拡大に尽力し、ビッグデータやAI技術の応用に関する取り組みをリードした。2011年から2019年にかけては、NTTデータ アジア太平洋統括会社の社長・会長を歴任し、グローバル規模でのデータ活用戦略の構築と実践を進めた。
2019年から2022年にかけては、海外通信・放送コンサルティング協力（JTEC）においてチーフ・デジタル・アドバイザーを務め、政府機関や民間企業と連携してデータガバナンスやデジタル技術の社会実装に取り組んだ。
2022年より滋賀大学 データサイエンス・AIイノベーション研究推進センターの教授・センター長に就任し、データサイエンス教育の強化と研究推進を担っている。研究と教育の取り組みでは、企業や政府と連携し、実践的なデータ活用の推進にも積極的に関与している。産学連携プロジェクトの推進にも積極的に関与し、企業や政府と協力して実践的なデータ活用の研究を進めている。また、政策提言にも携わり、政府機関や産業界向けのアドバイザーとしても活動している。データガバナンスや倫理的データ活用に関する議論に積極的に参加し、持続可能なデータ社会の構築に向けた提言を行っている。